# 德米特里夫卡 (布利茲紐基區)
48°42′8″N 36°18′4″E / 48.70222°N 36.30111°E
德米特里夫卡（羅馬化：Dmytrivka）是位於烏克蘭東部哈爾科夫州洛佐瓦區布利茲紐基市鎮克里什托皮夫卡長老區的村莊。該村處於大捷爾尼夫卡河畔，始建於1825年，面積0.28平方公里，海拔高度174米，2001年人口140。